# Шахтар (стадіон)
Центральний стадіон «Шахтар» — багатофункціональний стадіон у Донецьку. Збудований у 1936 році. Знаходиться між шахтою імені Горького і Центральним парком культури і відпочинку, що є у центрально-південній частині Донецька.

## Історія
15 жовтня 1995 році на стадіоні відбулося вбивство впливового донецького авторитета Ахатя Брагіна. Після вбивства Брагіна на стадіоні розташовувався радіоринок.
У 2000 році об'єкт реконструювали та встановили індивідуальні пластикові сидіння, місткість арени становила 31 718 місць.
До 2004 року стадіон був домашньою ареною футбольного клубу «Шахтар». У 2004 році Шахтар переїхав на стадіон «Олімпійський». Пізніше на стадіоні грали «Шахтар-2», «Шахтар-3», молодіжна і юнацька (U-19) команди «Шахтаря».
Після окупації Донецька у 2014 році стадіон пустує і зазнав руйнувань.

## Визначні матчі

### Матчі національної збірної України
| Дата           | Турнір | Господарі | Рахунок | Гості             | Голи                             |
| -------------- | ------ | --------- | ------- | ----------------- | -------------------------------- |
| 20 серпня 2003 | ТМ     | Україна   | 0:2     | Румунія           | 0:1 Муту 29' (пен.) 0:2 Муту 57' |
| 6 вересня 2003 | КЧЄ    | Україна   | 0:0     | Північна Ірландія |                                  |

### Матчі жіночої збірної України
| Дата           | Турнір            | Господарі | Рахунок | Гості     | Голи                                                          |
| -------------- | ----------------- | --------- | ------- | --------- | ------------------------------------------------------------- |
| 14 квітня 1996 | Відбір до ЧЄ 1997 | Україна   | 3-0     | Туреччина | Фрішко 21', Верезубова 54', Зінченко 74'                      |
| 19 травня 1996 | Відбір до ЧЄ 1997 | Україна   | 2-1     | Болгарія  | Фрішко 75', 83' - Костова 8'                                  |
| 22 серпня 1999 | Відбір до ЧЄ 2001 | Україна   | 2-2     | Ісландія  | Зінченко 45', Фрішко 65' - Огмунсдоттір 59', Хельгадоттір 89' |